# Rod La Rocque
Rod La Rocque, né Roderick la Rocque de la Rour à Chicago le 20 novembre 1898 et mort le 15 octobre 1969, est un acteur de cinéma américain dont la carrière débuta au cinéma muet. Il est né à Chicago, dans l'Illinois. Son père était d'origine canadienne-française, tandis que sa mère était d'origine irlandaise. Il a été marié à l'actrice Vilma Bánky de 1927 jusqu'à son décès. Rod La Rocque a également une étoile sur le Hollywood Walk of Fame.

## Filmographie partielle

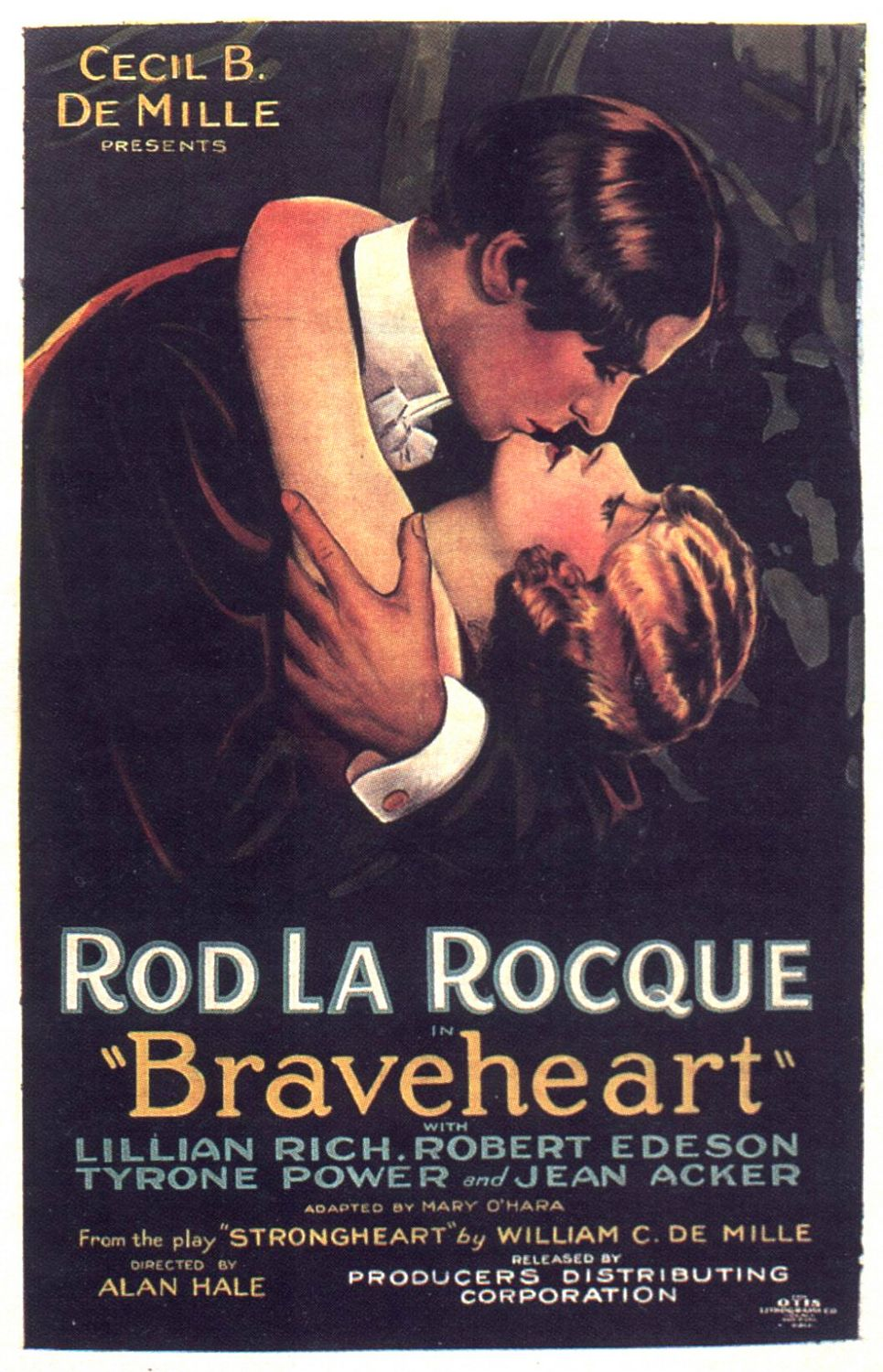
L'affiche de Braveheart (1925).

- 1917 : Filling His Own Shoes d'Harry Beaumont : Dick Downing
- 1918 : The Venus Modelde Clarence G. Badger : Paul Braddock
- 1919 : Dans le piège (The Trap), de Frank Reicher
- 1919 : Love and the Woman de Tefft Johnson
- 1920 : The Stolen Kiss de Kenneth S. Webb : Dudley Hamilt
- 1920 : The Discarded Woman de Burton L. King : Sam Radburn, un chercheur d'or
- 1920 : The Garter Girl d'Edward H. Griffith
- 1920 : Daisy mariée (Easy to Get) de Walter Edwards
- 1922 : Le Foyer en péril (What's Wrong with the Women?) de Roy William Neill
- 1923 : Les Dix Commandements (The Ten Commandments) de Cecil B. DeMille : Dan McTavish
- 1924 : Scandale (A Socitey Scandal) d'Allan Dwan : Daniel Farr
- 1924 : Triomphe (Triumph) de Cecil B. DeMille : Roi Garnet
- 1924 : Marins (Code of the Sea) de Victor Fleming
- 1924 : Paradis défendu (Forbidden Paradise) d'Ernst Lubitsch : Capitaine Alexei Czerny
- 1925 : Le Lit d'or (The Golden Bed) de Cecil B. DeMille : Admah Holtz
- 1925 : Le Démon de minuit (Night Life of New York) d'Allan Dwan : Ronald Bentley
- 1925 : La Barrière des races (Braveheart) d'Alan Hale : Braveheart
- 1927 : Résurrection de Edwin Carewe : Prince Dimitry Ivanitch Nekhludov
- 1927 : Le Brigadier Gérard de Donald Crisp
- 1928 : Le Clan des aigles (Stand and Deliver) de Donald Crisp : Roger Norman
- 1928 : Mirages (Show People), de King Vidor : caméo
- 1929 : Le Yacht d'amour (en) (The Man and the Moment) de George Fitzmaurice : Michel
- 1929 : Jeunes filles modernes (Our Modern Maidens) de Jack Conway : Glenn Abbott
- 1929 : Le Signe sur la porte (The Locked Door) de George Fitzmaurice : Frank Devereaux
- 1930 : One Romantic Night de Paul Ludwig Stein : Prince Albert
- 1930 : Soyons gai (Let Us Be Gay) de Robert Z. Leonard
- 1933 : SOS Iceberg (version en langue anglaise de SOS Eisberg de Arnold Fanck) : Dr. Carl Lawrence
- 1936 : L'Homme sans visage (Preview Murder Mystery) de Robert Florey
- 1936 : L'Espionne Elsa (Till We Meet Again) de Robert Florey
- 1937 : L'ombre qui frappe (The Shadow Strikes) de Lynn Shores (en) : Lamont Granston
- 1937 : Clothes and the Woman (en) d'Albert de Courville : Eric Thrale
- 1938 : International Crime de Charles Lamont : Lamont Cranston
- 1939 : Quasimodo (The Hunchback of Notre Dame) de William Dieterle : Philippe
- 1940 : Dr. Christian Meets the Women (en) : Professeur Kenneth Parker
- 1940 : Au-delà de demain (Beyond Tomorrow) de A. Edward Sutherland : Phil Hubert
- 1940 : Dark Streets of Cairo de Leslie Kardos et Seward Webb : inspecteur Joachim
- 1941 : L'Homme de la rue (Meet John Doe) de Frank Capra : Ted Sheldon